# Abdelkader Kaibou
Abdelkader Kaibou (en arabe : عبد القادر قيبوع), né le 12 septembre 1997 à Chlef (Algérie), est un footballeur algérien jouant au poste de milieu de terrain au CS Constantine.

## Biographie

### En club
Abdelkader Kaibou est formé dans le centre de formation de l'ASO Chlef dans sa ville natale.
Il s'engage ensuite à la JSM Skikda avant de signer au HB Chelghoum Laïd.
Le 24 août 2022, il s'engage pour deux saisons au Mouloudia d'Oujda. Le 8 octobre 2022, il entre en jeu pour la première fois en remplaçant Youssef Anouar et inscrit par la même occasion, son premier but avec le club contre le JS Soualem (défaite, 3-4),. Le 17 octobre, il inscrit son deuxième but contre l'Olympique de Safi (victoire, 2-1).

### En sélection
Convoqué dans un premier temps avec l'Algérie -21 ans, il prend part à plusieurs sélections avec l'Algérie -23 ans, prenant part à une double confrontation contre le Maroc -23 ans les 12 et 15 octobre 2023 (match nul, 0-0 et victoire, 1-2).
En janvier 2019, il participe à un stage d'entraînement avec l'Algérie -23 ans au Centre technique national de Sidi Moussa.
Le 27 avril 2019, il reçoit une nouvelle convocation avec l'Algérie -23 ans sous la houlette de Ludovic Batelli pour une double confrontation contre le Ghana -23 ans.

## Statistiques

### En club
| Saison                | Club                  | Championnat           | Championnat | Championnat | Championnat | Coupe(s) nationale(s) | Coupe(s) nationale(s) | Coupe(s) nationale(s) | Compétition(s) continentale(s) | Compétition(s) continentale(s) | Compétition(s) continentale(s) | Compétition(s) continentale(s) | Total | Total | Total |
| Saison                | Club                  | Division              | M.          | B.          | P.d.        | M.                    | B.                    | P.d.                  | Comp.                          | M.                             | B.                             | P.d.                           | M.    | B.    | P.d.  |
| 2015-2016             | ASO Chlef             | Ligue 2               | 3           | 0           | 0           | -                     | -                     | -                     | -                              | -                              | -                              | -                              | 3     | 0     | 0     |
| 2017-2018             | ASO Chlef             | Ligue 2               | 22          | 1           | 0           | -                     | -                     | -                     | -                              | -                              | -                              | -                              | 22    | 1     | 0     |
| 2018-2019             | ASO Chlef             | Ligue 2               | 29          | 2           | 0           | -                     | -                     | -                     | -                              | -                              | -                              | -                              | 29    | 2     | 0     |
| 2019-2020             | ASO Chlef             | Ligue 1               | 12          | 0           | 0           | 2                     | 0                     | 0                     | -                              | -                              | -                              | -                              | 14    | 0     | 0     |
| Sous-total            | Sous-total            | Sous-total            | 66          | 3           | 0           | 2                     | 0                     | 0                     | -                              | -                              | -                              | -                              | 68    | 3     | 0     |
| 2020-2021             | JSM Skikda            | Ligue 1               | 21          | 3           | 1           | -                     | -                     | -                     | -                              | -                              | -                              | -                              | 21    | 3     | 1     |
| 2021-2022             | HB Chelghoum Laïd     | Ligue 1               | 19          | 1           | 1           | -                     | -                     | -                     | -                              | -                              | -                              | -                              | 19    | 1     | 1     |
| 2022-2023             | MC Oujda              | Botola Pro            | 20          | 2           | 1           | -                     | -                     | -                     | -                              | -                              | -                              | -                              | 20    | 2     | 1     |
| 2023-2024             | CS Constantine        | Ligue 1               | 9           | 0           | 0           | 2                     | 0                     | 0                     | C1                             | -                              | -                              | -                              | 11    | 0     | 0     |
| 2024-2025             | CS Constantine        | Ligue 1               | 6           | 0           | 0           | -                     | -                     | -                     | C2                             | 4                              | 0                              | 0                              | 10    | 0     | 0     |
| Sous-total            | Sous-total            | Sous-total            | 15          | 0           | 0           | 2                     | 0                     | 0                     | -                              | 4                              | 0                              | 0                              | 21    | 0     | 0     |
| Total sur la carrière | Total sur la carrière | Total sur la carrière | 141         | 9           | 3           | 4                     | 0                     | 0                     | -                              | 4                              | 0                              | 0                              | 149   | 9     | 3     |